# Tadarida spurrelli
Tadarida spurrelli — вид кажанів родини молосових.

## Середовище проживання
Країни проживання: Камерун, Центрально-Африканська Республіка, Демократична Республіка Конго, Кот-д'Івуар, Екваторіальна Гвінея, Гана, Гвінея, Ліберія, Сьєрра-Леоне, Того.

## Стиль життя
У Центральній Африці це дуже поширений вид, і, як вважають, має досить великі колонії. Загалом, це вид низинних вологих тропічних лісів, що лаштує сідала в дуплах дерев.